# Tyyne Leivo-Larsson
Tyyne Lilja Leivo-Larsson (Geburtsname: Tyyne Lilja Lindroos; * 3. März 1902 in Uusikirkko/Nykyrka, Großfürstentum Finnland, Russisches Kaiserreich, heute: Poljani, Wyborgski Rajon, Oblast Leningrad, Russland; † 1. August 1977 in Helsinki) war eine finnische Politikerin der Sozialdemokratischen Partei Finnlands SDP (Suomen Sosialidemokraattinen Puolue/Finlands Socialdemokratiska Parti), die zwischen 1948 und 1958 erstmals Abgeordnete des Parlaments war und in dieser Zeit verschiedene Ministerposten bekleidete. Insbesondere als Sozialministerin und Ministerin im Sozialministerium war sie an der Gestaltung und Umsetzung des sozialpolitischen Programms der Regierung beteiligt. Ein zentrales Ziel war die Entwicklung des sozialen Wohnungsbaus, des sogenannten „Arava-Systems“.
Tyyne Leivo-Larsson war von den 1940er Jahren bis Ende der 1960er Jahre eine Schlüsselfigur der finnischen Politik. In einem Streit, der in den 1950er Jahren die Sozialdemokratische Partei spaltete, unterstützte sie 1955 die Gruppe von Emil Skog und wurde 1958 aus der Partei ausgeschlossen. 1958 bekleidete sie als erste Frau für einige Monate das Amt der stellvertretenden Ministerpräsidentin. Sie war zwischen 1958 und 1965 Botschafterin in Norwegen sowie zugleich von 1964 bis 1965 Botschafterin in Island und damit ebenfalls erste weibliche Botschafterin Finnlands. Sie trat dem von Skog 1959 gegründeten Sozialdemokratischen Bund der Arbeiter- und Kleinbauernschaft TPSL/ASSF (Työväen ja Pienviljeliäin Sosialidemokraattinen Liitto/Arbetarnas och småbrukarnas socialdemokratiska förbund) bei. Zwischen 1966 und 1970 gehörte sie als Abgeordnete erneut dem Parlament an.

## Leben

### Berufliche Tätigkeiten, Kommunalpolitikerin und Abgeordnete

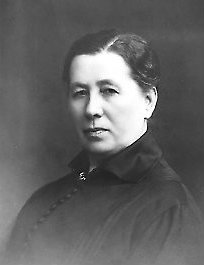
Als Nachfolgerin von Miina Sillanpää wurde Tyyne Leivo-Larsson 1947 Vorsitzende der Sozialdemokratischen Frauenunion

Tyyne Lilja Lindroos war die Tochter des Arbeiters Erik Johan Leivo (1871–1953), der 1906 den bisherigen Namen Lindroos ablegte und während des Finnischen Bürgerkrieges 1918 Kommandeur eines Bataillons der Helsinker Roten Garde (Helsingin punakaarti/Helsingfors röda garde) war, und Sofia Vilhelmiina Saarinen (1871–1935). Sie selbst nahm als Angehörige der Roten Garden als Sechzehnjährige 1918 an der Schlacht um Tampere teil. Nach Abschluss der Mädchenschule 1919 nahm sie eine Tätigkeit als Büroassistentin auf und war bis 1929 in privaten Unternehmen und Organisationen beschäftigt. Zugleich arbeitete sie zwischen 1919 und 1929 als Sekretärin des Finnischen Gewerkschaftsbundes SAJ/FLO (Suomen Ammattijärjestö/Finlands Landsorganisation). 1925 begann sie ein Studium der Journalistik an der Fakultät der Sozialwissenschaften an der Universität Tampere, die sie 1928 ohne Abschluss verließ. 1929 wurde sie Büroangestellte in der Stadtverwaltung von Helsinki und war dort bis 1941 beschäftigt. 1937 heiratete sie Bror Nils Larsson und nahm den Doppelnamen Leivo-Larsson an. Sie war zwischen 1941 und 1958 Leiterin der Ausstellung für Arbeitssicherheit und Instandhaltung. Zu dieser Zeit begann sie auch ihr Engagement für die Sozialdemokratische Partei Finnlands (SDP) und war Mitglied sowie zeitweise Vorsitzende des Stadtrates von Helsinki. 1947 löste sie Miina Sillanpää als Vorsitzende der Sozialdemokratischen Frauenunion (Sosialidemokraattinen Naisliitto) ab und hatte diese Funktion bis zu ihrer Ablösung durch Martta Salmela-Järvinen inne.
Am 22. Juli 1948 wurde sie für die SDP erstmals Abgeordnete des Parlaments und vertrat dort zunächst bis zum 28. März 1954 den Wahlkreis Uusimaa sowie im Anschluss vom 29. März 1954 bis zum 21. Juli 1958 den Wahlkreis Helsinki.

### Ministerin, Parteiausschluss und stellvertretende Ministerpräsidentin

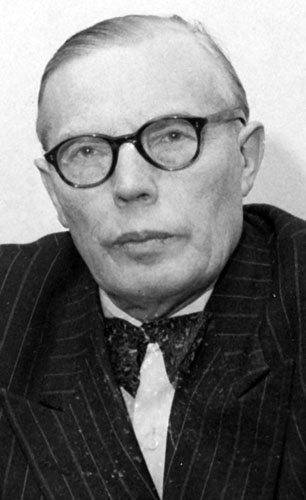
Während der parteiinternen Streitigkeiten innerhalb der SDP unterstützte Tyyne Leivo-Larsson 1955 die Gruppe um Emil Skog

Kurz darauf wurde Tyyne Leivo-Larsson erstmals in die Regierung berufen und bekleidete im ersten Kabinett Fagerholm zwischen dem 29. Juli 1948 und dem 16. März 1950 das Amt als stellvertretende Sozialministerin sowie vom 4. März bis zum 18. März 1949 kurzzeitig als Sozialministerin. Sie gehörte zudem 1950, 1956 und 1968 als Mitglied dem Wahlmännergremium für die Wahl des Präsidenten der Republik Finnland an. Im Kabinett Törngren fungierte sie zwischen dem 5. Mai und dem 19. Oktober 1954 als Sozialministerin sowie im darauf folgenden fünften Kabinett Kekkonen vom 20. Oktober 1954 bis zum 2. März 1956 als Ministerin im Sozialministerium.
Den Posten als Ministerin im Sozialministerium hatte Leivo-Larsson zwischen dem 3. März 1956 und dem 16. Mai 1957 zunächst auch im zweiten Kabinett Fagerholm inne. Am 17. Mai 1957 löste sie Eino Saari ab und war als dessen Nachfolgerin bis zum 27. Mai 1957 zehn Tage Sozialministerin. Tyyne Leivo-Larsson war von den 1940er Jahren bis Ende der 1960er Jahre eine Schlüsselfigur der finnischen Politik. Insbesondere als Sozialministerin und Ministerin im Sozialministerium war sie an der Gestaltung und Umsetzung des sozialpolitischen Programms der Regierung beteiligt. Ein zentrales Ziel war die Entwicklung des sozialen Wohnungsbaus, des sogenannten „Arava-Systems“. In einem Streit, der in den 1950er Jahren die Sozialdemokratische Partei spaltete, unterstützte sie 1955 die Gruppe von Emil Skog und wurde 1958 aus der Partei ausgeschlossen.
Am 26. April 1958 wurde Tyyne Leivo-Larsson als Parteilose in dem als Übergangsregierung gebildeten Kabinett Kuuskoski stellvertretende Ministerpräsidentin sowie Ministerin im Amt des Ministerpräsidenten und bekleidete diese beiden Ämter bis zum 26. August 1958. Damit bekleidete sie als erste Frau für einige Monate das Amt der stellvertretenden Ministerpräsidentin. Zugleich war sie in diesem Kabinett zwischen dem 2. Mai und dem 26. August 1958 zusätzlich auch wieder Ministerin im Sozialministerium.

### Botschafterin und Wiederwahl ins Parlament
Nach ihrem Ausscheiden aus Regierung und Parlament wurde Tyyne Leivo-Larsson 1958 Nachfolgerin von Eduard Palin als Botschafterin in Norwegen und hatte diesen Posten bis 1965 inne, woraufhin Pentti Suomela ihr Nachfolger wurde. Sie war damit ebenfalls erste weibliche Botschafterin Finnlands. Zugleich wurde sie 1959 Gesandte in Island und nach der Erhebung der Gesandtschaft zur Botschaft zwischen 1964 und 1965 auch Botschafterin in Island.
Sie trat dem von Emil Skog 1959 gegründeten Sozialdemokratischen Bund der Arbeiter- und Kleinbauernschaft TPSL/ASSF (Työväen ja Pienviljeliäin Sosialidemokraattinen Liitto/Arbetarnas och småbrukarnas socialdemokratiska förbund) bei. Nach Beendigung ihrer Botschaftertätigkeit und ihrer Rückkehr nach Finnland löste sie 1965 Martta Salmela-Järvinen als Vorsitzende der Sozialdemokratischen Frauenunion (Sosialidemokraattinen Naisliitto) ab und übte diese Funktion zehn Jahre lang bis zu ihrer Ablösung durch Fanni Front 1975 aus.
Am 5. April 1966 wurde Tyyne Leivo-Larsson für die TPSL/ASSF auch wieder Abgeordnete im Parlament und vertrat in diesem bis zum 22. März 1970 erneut den Wahlkreis Helsinki. Während dieser Zeit war sie Vorsitzende der TPSL/ASSF-Fraktion im Parlament. Sie engagierte sich ferner in zahlreichen weiteren Funktionen und war zeitweise auch Vizepräsidentin des Sozialhygieneverbandes, der Ehemaligenstiftung, des Finnischen Rotes Kreuzes, der Frauenabteilung der Zentralorganisation des Gewerkschaftsverbandes SAK /FFC (Suomen Ammattiliittojen Keskusjärjestö/Finlands Fackförbunds Centralorganisation) sowie Vorstandsmitglied des Finnischen Flüchtlingsrates.

## Veröffentlichung
- Elämässä tapaa ja tapahtuu, Erinnerungen, 1970